# Megachile barbata
Megachile barbata är en biart som beskrevs av Smith 1853. Megachile barbata ingår i släktet tapetserarbin, och familjen buksamlarbin. Inga underarter finns listade i Catalogue of Life.